# Live in Berlin (Litfiba)
Live in Berlin è il primo album live ufficiale della rockband italiana Litfiba, pubblicato nel 1984. Attualmente, l'album è reperibile unicamente all'interno del box set Litfiba Rare & Live.

## Descrizione
Il live è stato registrato, dopo l'uscita dell'EP Yassassin, il 23 giugno 1984 al Loft-Metropol di Berlino da Carlo Ubaldo Rossi e contiene stralci dello spettacolo della band.
L'album uscì per la prima volta nel 1984 in MC e venne distribuito, semi-ufficialmente (era infatti una sorta di bootleg autorizzato), dalla microetichetta veronese "The League of the Gloomers".
Non è ancora chiaro se la cassetta era senza numerazione e stampata in due versioni: una su supporto con le etichette stampate su entrambi i lati ed una su supporto TDK, oppure se fosse limitata a 120 pezzi come è indicato nel libro "A denti stretti" di Federico Guglielmi pubblicato nell'aprile 2000 nel quale è anche inserita una foto della cassetta 30/120.
I Litfiba hanno deciso di ristampare ufficialmente l'album all'interno del box Set Litfiba Rare & Live nel 2011.

## Tracce
Lato A
1. Intro – 0:54 (Litfiba)
2. La preda – 3:04 (Litfiba)
3. Luna – 3:33 (Litfiba)
4. Transea – 3:37 (Litfiba)

Durata totale: 11:08
Lato B
1. La battaglia sacra – 4:37 (Litfiba)
2. Desaparecido – 4:20 (Litfiba)
3. Der Krieg[3] – 6:36 (Litfiba)
4. Zambesi Fragment – 1:16 (Litfiba)

Durata totale: 16:49

## Formazione
- Piero Pelù - voce
- Ghigo Renzulli - chitarra
- Gianni Maroccolo - basso
- Antonio Aiazzi - tastiere
- Ringo De Palma - batteria